# Лятошинка
Лятошинка (рос. Лятошинка) — село у Старополтавському районі Волгоградської області Російської Федерації.
Населення становить 555  осіб. Входить до складу муніципального утворення Лятошинське сільське поселення.

## Історія
Село розташоване у межах українського історичного та культурного регіону Жовтий Клин.
Село засноване 1840 року.
Згідно із законом від 17 січня 2005 року № 991-ОД органом місцевого самоврядування є Лятошинське сільське поселення.

## Населення
| 2010 | 2012 | 2013 | 2014 | 2015 | 2016 | 2017 |
| ---- | ---- | ---- | ---- | ---- | ---- | ---- |
| 632  | ↘621 | ↘615 | ↘592 | ↘588 | ↘573 | ↘555 |